# Liopropoma latifasciatum
Liopropoma latifasciatum là một loài cá biển thuộc chi Liopropoma trong họ Cá mú. Loài này được mô tả lần đầu tiên vào năm 1922.

## Phân bố và môi trường sống
L. latifasciatum có phạm vi phân bố ở Tây Bắc và Tây Thái Bình Dương. Loài cá này được tìm thấy ở vùng biển thuộc quần đảo Ryukyu, cũng như vùng biển ngoài khơi miền nam Nhật Bản; trải dài qua bờ biển phía nam bán đảo Triều Tiên (Hàn Quốc); trải dài xuống vùng biển ngoài khơi đảo Đài Loan; L. latifasciatum cũng được ghi nhận tại Palau. L. latifasciatum sống ở vùng nước tương đối nông, độ sâu khoảng từ 10 đến 90 m.

## Mô tả
Chiều dài cơ thể tối đa được ghi nhận ở L. latifasciatum là 20 cm.
Số gai ở vây lưng: 8; Số tia vây mềm ở vây lưng: 13; Số gai ở vây hậu môn: 3; Số tia vây mềm ở vây hậu môn: 9.